# Philipp Jakob Riotte
Pour les articles homonymes, voir Riotte.
Philipp Jakob Riotte, né le 16 août 1776 à Saint-Wendel dans l'électorat de Trèves, et mort le 20 août 1856 à Vienne, est un compositeur prussien.

## Biographie
Philipp Jakob Riotte est né le 16 août 1776 à Saint-Wendel. Il était probablement issu d'une famille de huguenots français émigrés. Il a fait partie du chœur d'enfants de Saint-Wendel. Il a étudié le violon, le violoncelle, le piano et l'orgue. En 1793, il a obtenu son premier emploi comme organiste au séminaire de Trèves. De 1794 à 1805, il a séjourné à Blieskastel, résidence du comte impérial von der Leyen, ainsi qu'à Francfort et Offenbach-sur-le-Main. Il a été l'élève de Johann Anton André à Offenbach-sur-le-Main. En 1804, il se produit en tant que pianiste et compositeur lors d'un concert à Francfort. De 1805 à 1808, il a travaillé comme Kapellmeister à Gdańsk et en tant que directeur de la musique à Magdebourg.
Il s'installe à Vienne en 1808. Au début, il a vécu de ses leçons de piano et de ses propres compositions.
Le 22 octobre 1809, une semaine après la signature du traité de Schönbrunn, le clarinettiste Iwan Müller donne un concert dans la Saale zum römischen Kaiser, au cours duquel il crée le concerto pour clarinette en do mineur op. 36 de Philipp Jakob Riotte, écrit spécialement pour sa nouvelle clarinette omnitonique à 13 clefs, qui lui vaut un grand succès. Entre 1810 et 1815, il a composé quatre « Charakteristische Tongemälde » (portraits musicaux évocateurs) qui ont obtenu un grand succès. Parmi ces derniers, la Schlacht von Leipzig oder Deutschlands Befreiung (Bataille de Leipzig ou la libération de l'Allemagne) a été connue dans toute l'Allemagne. Il a aussi composé des opéras, des oratorios, des réductions au piano d'opéras à succès pour être jouées à la maison et des variations sur des thèmes d'opéras. En 1818, Riotte a trouvé un poste en tant que directeur adjoint de la musique au Theater an der Wien, poste qu'il a gardé jusqu'en 1828. Le théâtre se consacrait d'une manière spéciale au genre « ballet pour enfants », genre pour lequel il a composé. Pendant les années 1830, il a écrit une quantité importante de musique pour le Théâtre de Leopoldstadt de Vienne.
En 1816, Riotte donne des leçons de composition au jeune compositeur allemand Andreas Späth, qui accompagnait son employeur le duc Ernest Ier de Saxe-Cobourg et Gotha à Vienne,,.
Il est mort le 20 août 1856 à Vienne sans descendance. On ne connaît pas de portrait de Philipp Jakob Riotte.

## Œuvres
Le répertoire de Philipp Jakob Riotte comprend :
- 14 opéras
- 33 opérettes, Singspiele, fééries, farces et parodies
- 11 ballets
- 7 ballets pour enfants
- 8 musiques de scène
- 3 contributions à des quodlibets
- Il a composé la variation 34 de Vaterländischer Künstlerverein sur le thème de la valse d'Anton Diabelli.
- une symphonie
- un concerto pour clarinette, op. 24
- concerto pour clarinette en do mineur op. 36 (1809)
- un concerto pour flûte

On peut citer plus particulièrement :
- Piedro und Elmira (D. Albrecht), Opéra en 3 actes (1807, Magdebourg)
- Moisasurs Zauberfluch (Ferdinand Raimund), féérie en 2 actes (1827, Vienne)
- Die geschwätzige Stumme von Nußdorf (Karl Meisl), Parodie (1830, Vienne)
- Der Sturm (Johann Gabriel Seidl nach Shakespeare), Opéra in 3 actes (1833, Brünn)
- Der Postillion von Stadelenzersdorf (Aloys Gleich), Parodie (1838, Vienne)
- Das Grenzstädtchen (1809)
- Wanda, Königin der Sarmaten (1812)
- Kasem (1818)
- Azendar (1819)
- Der hölzerne Säbel (1820)
- Die Witwe und ihre Freier (1820)
- Staberl als Freischütz (1822)
- Euphemie von Avogara (1823)
- Der kurze Mantel (1824)
- Die Gaben des eisernen Königs (1824)
- Der Kopf von Eisen (1825)
- Die Drillingsschwestern und der Waldgeist (1825)
- Nurredin, Prinz von Persien(1825)
- Die Prise Toback (1825)
- Die Vettern (1825)
- Nurredin, Prinz von Persien (1825)
- Moisasurs Zauberfluch (1827)
- Zwei Uhr (1827)
- Vetter Lucas von Jamaika (1828)
- Die Liebe auf der Alm (1833)
- Der Schirm (o.J.)
- Notturno op. 53 pour violon et harpe (ou clavier) (1850)[7]
- Trois quatuors à cordes op. 21
- Die Schlacht bei Leipzig, ein charakteristisches Ton-Gemählde für das Piano-Forte (la Bataille de Leipzig, un portrait musical évocateur) (vers 1814)